# Cestna afera
Cestna afera je ime za spor med slovenskim izvršnim svetom in jugoslovanskim Zveznim izvršnim svetom zaradi neupravičeno zapostavljenega položaja Slovenije v federaciji. Povod za spor je bila odločitev zveznega izvršnega sveta, ki ga je tedaj vodil Slovenec Mitja Ribičič, da iz predloga mednarodnih kreditov izpusti dva avtocestna odseka v Sloveniji: Hoče–Levec in Postojna–Razdrto.
Tej odločitvi se je 31. julija 1969 uprl izvršni svet SR Slovenije pod vodstvom Staneta Kavčiča, ki je imel pri tem močno podporo slovenske javnosti. Ribičiču je slovenska vlada poslala ostro pismo, v katerem je zahtevala, naj se ponovno preučijo njihove zahteve, ter napovedala razpravo o tej temi v slovenski skupščini. V štiridesetih občinah, zainteresiranih za gradnjo avtoceste, je prišlo celo do protestov in do pouličnih manifestacij. Pojavljati so se začela tudi vprašanja o vlogi Slovenije v federaciji. Cestna afera je bila ena od prvih napetosti med Slovenijo in zveznim jugoslovanskim vodstvom. Z izbruhom cestne afere pride prvič v povojni zgodovini tudi do odkritega in javnega nasprotovanja ene izmed republik sklepom federacije.

## Ozadje
Druga polovica šestdesetih let je bila za tedanjo jugoslovansko družbo v marsičem prelomna, saj se je začela izvajati gospodarska reforma, ki naj bi prinesla več samostojnosti podjetjem in njihovo poslovanje utemeljila na tržnih načelih. Njen največji zagovornik in pobudnik je bil podpredsednik jugoslovanske vlade Boris Kraigher. Leta 1966 je prišlo do znamenitega Brionskega plenuma, na katerem je Tito obračunal z Aleksandrom Rankovićem in njegovimi pristaši, zagovorniki centralizma in trde roke.  Ranković je bil prisiljen odstopiti iz vseh položajev in se umakniti iz javnosti. Po plenumu se je zgodila nekakšna menjava generacij, saj so se starejši voditelji Komunistične partije umaknili v ozadje, nadomestili pa so jih večinoma mlajši, izobraženi in razgledani voditelji druge generacije, ki so sicer sodelovali v partizanih, vendar niso bili na ključnih položajih.
Zlasti v Srbiji, na Hrvaškem in v Sloveniji so bili to reformno usmerjeni ljudje, liberalni v pogledu delovanja tržnih zakonitosti v gospodarstvu, zagovorniki nacionalnega interesa, ki se je oblikoval na republiški ravni in s tem tudi večje avtonomije republik. Maja 1967 je predsednik slovenskega izvršnega sveta postal Stane Kavčič. Njegov predhodnik Janko Smole je skupaj z vlado zaradi zavrnitve zakona o sanaciji socialnega zavarovanja v republiški skupščini decembra 1966 odstopil. To je bil prvi takšen odstop v takratni Jugoslaviji.
Kavčič je bil zlasti po gospodarski reformi 1965 zagovornik liberalne gospodarske usmeritve, ki je temeljila na policentralizmu, celotni povezanosti prostorskega, ekonomskega in socialnega razvoja, izrabi zemljepisne in prometne lege Slovenije in razvoju panog, ki hitro prinašajo kapital, na spodbujanju zasebne pobude in vlaganju zasebnih sredstev, na močni izvozni usmeritvi, vključevanju v evropske gospodarske tokove ter na regionalnih povezavah s sosednjimi deželami. Na televiziji se je leta 1968 na Kavčičevo zahtevo pojavil TV Dnevnik v slovenščini.
Leta 1968 je začel delovati tudi republiški računalniški center in ustanovljen je bil Center za raziskovanje javnega mnenja, ki je meril tudi priljubljenost tedanjih politikov na Slovenskem.  Leta 1968 so v Sloveniji izvedli prvo anketo javnega mnenja; ta je pokazala, da je Kavčič popularnejši od Edvarda Kardelja. Ljubosumnost in zavist njegovih nasprotnikov (npr. Edvarda Kardelja, Franceta Popita) je imela velik pomen pri njegovi kasnejši odstavitvi. Istega leta je Kavčič dovolil znanemu emigrantu Cirilu Žebotu, profesorju ekonomije na univerzi Georgetown, da obišče Slovenijo. Ko se je razvedelo za obisk, je bil Žebot prisiljen zapustiti Slovenijo. Zaradi obiska se je vnela ostra polemika, ki je bila uvod v cestno afero.
Slovenija je že dalj časa načrtovala avtocesto, od Šentilja do Nove Gorice in Kopra, ki bi povezala Slovenijo z zahodno in srednjo Evropo ter dala zagon njenemu gospodarstvu.  Projekt je bil utemeljen na dejstvu, da gre več kot 94 odstotkov jugoslovanskega prometa čez Slovenijo, da pa je Slovenija v obdobju med 1956 in 1965 iz zveznega sklada za ceste prejela le 3,4 odstotka razpoložljivega denarja. Zvezni izvršni svet kljub reformi ni imel izdelane dolgoročne gospodarske strategije in tako tudi ne dolgoročnega programa razvoja jugoslovanskega cestnega omrežja. Republike mednarodnih posojil niso mogle samostojno najemati, zvezna oblast pa nad tem ni bila navdušena, ker je morala biti porok za vračilo posojil. Tako je zvezni izvršni svet odločal kdo in koliko posojila bo dobil, jamčiti je moral za vračilo, vračati pa so ga morale republike same.
Gradnjo avtoceste naj bi delno financirala Slovenijo sama, delno pa naj bi jih prispevala Mednarodna banka za obnovo in razvoj, ki je v tem času nudila ugodna posojila za gradnjo prometnic. V tistem obdobju je šla večina denarja za gradnjo tako imenovane ceste bratstva in enotnosti, ki so tekle čez Srbijo. V Srbiji so si jih zamislili kot vertikalo, ki naj bi povezovala njihovo ozemlje z evropskim cestnim omrežjem in na jugu s Solunom. Ker je Slovenija prikazovala svoje načrte kot prvorazredni jugoslovanski interes, pa je bilo upati, da jim v Beogradu ne bodo metali polen pod noge. V drugi polovici leta 1968 je zvezni izvršni svet, pod vodstvom Mitje Ribičiča, razpravljal o tem, katere projekte bo poslal mednarodni banki: najprej jih je določil šest, potem pa je sprejel še en predlog. Med temi predlogi je bil vedno tudi slovenski.

## Afera
Jugoslovanska tiskovna agencija Tanjug je 21. julija 1969 objavila novico, da posojila za gradnjo predvidenih slovenskih cestnih odsekov Hoče–Levec in Postojna–Razdrto ne bo. Posojila pa po odločitvi zvezne vlade dobijo cestni odseki: Beograd–Novi Sad, Sarajevo–Zenica, Peć-Priština–Niš in Bar–Ulcinj. Zvezna vlada je takoj po tej odločitvi odšla na dopust.  Nekaj dni temu nihče ni posvečal nobene pozornosti, nato pa je 26. julija v Večeru izšel članek z naslovom "ZIS je Slovence potegnil za nos" in v slovenski javnosti je završalo od ogorčenja. Omenjeni članek je napisal novinar Otmar Klipšteter, na podlagi informacij, ki mu jih je dal na srečanju v Mozirju dan ali dva pred 26. julijem Alojz Žokalj, takratni predsednik upravnega odbora Cestnega sklada SR Slovenije. Žokalj se je z novinarjem sestal na podlagi dogovora s Kavčičem, ki je želel, da ljudje izvedo, kaj se dogaja.
Slovenski izvršni svet se je zaradi odločitve vlade v Beogradu 31. julija zbral na izredni seji in poslal Ribičiču ostro pismo, v katerem so zahtevali, naj ponovno preuči njihove zahteve, in napovedali, da bodo o problemu razpravljali v slovenski skupščini. Na seji so bili navzoči predsednik Stane Kavčič, podpredsednika dr. France Hočevar in Vinko Hafner, člani Vladimir Bračič, Bojan Lubej, Ernest Petrič, Franc Razdevšek, Milovan Zidar, Ivan Zupan, Joško Štrukelj, Zora Tomič, Boris Vadnjal, Rino Simoneti ter sekretar Franjo Turk. Odsoten je bil Marjan Dolenc, na seji pa so bili še Branko Premrou, Ciril Šter in Alojz Žokalj.
Kavčiču in njegovim sodelavcem ni nihče predhodno povedal, zakaj je njihov predlog izpadel, za odločitev so izvedeli iz medijev.  V slovenski javnosti je prišlo do številnih protestov: najprej je mariborska skupščina sklicala izredno sejo, protestiral je Slovenski cestni sklad, sestajati so začeli občinske skupščine s cestne trase. Pride tudi do nekaj javnih protestov in uličnih manifestacij. V slovenskih medijih je izšlo na desetine kritičnih prispevkov o ravnanju ZIS-a. V javnosti se začnejo pojavljati različne zahteve, kot so: revizija materialnih obveznosti Slovenije do federacije, sklic republiške in zvezne skupščine, odpoklic slovenskih poslancev iz Beograda in odstop zvezne vlade. Vlada je takrat dobila ogromno spontano podporo javnost. Odziv slovenske vlade in javnosti je povzročil politično krizo in nevarnost, da bo padla zvezna vlada. Razmere pa so se zaostrile zato, ker se je prvič po ustanovitvi SFRJ zgodilo, da je neka republika javno nasprotovala sklepu federacije.
Slovenski izvršni svet je ostro nasprotoval odločitvi tudi zato, ker se je zdelo, da Slovenija iz zveznega centra za izgradnjo infrastrukture dobiva premalo. Z lastnimi sredstvi je namreč financirala gradnjo Letališča Ljubljana, koprskega pristanišča. Na drugi strani pa so nerazviti deli Jugoslavije dobivali ogromno podpore od zveznega izvršnega sveta. Ti deli so tudi kar naprej zamujali s pripravo projektov in svojo nezmožnostjo kritja 60 odstotkov kreditov niso zadostovali kriterijem. Slovenija pa je za razliko od nerazvitih vse to izpolnjevala. Zvezna politika se seveda na to ni ozirala in je po lastni presoji uravnavala posojila. Slovenski izvršni svet se je zavzemal predvsem za upoštevanje ekonomskih in prometnih meril, medtem ko je zvezni svet izhajal iz načela paritete.
Zvezna vlada je vztrajala pri svojih odločitvah z utemeljitvijo, da je bila Slovenija upoštevana v prejšnjih posojilih in da bo na vrsto spet prišla v naslednjih. V slovenskem vodstvu je po začetni enotnosti prišlo do delitve v političnem vodstvu – del liberalno usmerjenih politikov je podprl Kavčiča in vlado, ki sta dokazovala, da položaj Slovenije v Jugoslaviji ni takšen, kot bi moral biti, del pa se je ob kritiki zvezne politike postavil na stran konservativnejšega dela političnega vodstva, ki ga je iz zakulisja usmerjal Edvard Kardelj, najbolj pa so se izpostavili Sergej Kraigher, Andrej Marinc in France Popit, predsednik CK ZKS. Ta del je preprečil sklic izredne seje republiške skupščine, ki ga je zahtevalo 25 poslancev.
Mitja Ribičič se je na afero odzval naprej 1. avgusta in nato še dan pozneje. Ribičič je protest slovenskih voditeljev dojemal kot posledico pritiska ulice in zato je bil zanj nesprejemljiva metoda, kajti če bi popustili tem pritiskom, bi morali popustiti tudi drugim, kar bi nevarno ogrozilo gospodarsko stabilizacijo. Vendar njegove izjave niso prepričale slovenske javnosti. Cestna afera je povzročila tudi mednacionalna obtoževanja in trenja. Srbi in Hrvatje so se sprli glede megalomanskih naložb v Srbiji. Cestna afera je tako dobivala vse bolj jugoslovanske razsežnosti.
Zato je bil sklican 7. avgusta 1969 sklican partijski vrh na Brionih oziroma šestnajsta seja Izvršnega biroja Predsedstva CK ZKJ. Od Slovencev so se je udeležili: Stane Dolanc, Edvard Kardelj, Mitja Ribičič, Janko Smole, Jože Smole, France Popit in Stane Kavčič.  Na seji jugoslovanski komunisti s Titom na čelu, obsodijo slovensko cestno afero kot nacionalistično. Tito očita Kavčiču rušenje enotnosti in spodbujanje očitkov, da se Sloveniji krade, ter, da ne gre samo za ceste, temveč za položaj Slovenije v Jugoslaviji nasploh, da se preveč odriva Kardelja.  Tito obsodi čisti nacionalni interes in se sklicuje na interes delavskega razreda. Slovensko vlado obtoži rušenja enotnosti, monolitnosti države in skupnosti. Kavčič se je že predhodno zameril Titu, ko ni hotel sprejel funkcije predsednika zveznega izvršnega sveta in tudi ne članstva v izvršnem biroju predsedstva ZK Jugoslavije.  Končni sklepi so bili: zvezni izvršni svet ne more spreminjati sklepa pod pritiskom, informacije slovenski javnosti niso bile posredovane pravilno in da se naj politične napetosti v Sloveniji umirijo.

## Posledice
Seja in posebni sestanek Tita s slovenskim vodstvom po njej sta delitev v slovenskem vodstvu še poglobila. Na razširjeni seji CK ZKS 25. in 26. avgusta je Edvard Kardelj postavil novo politično smer, ki je postala nekakšna nova uradna politika. Kardelj je novo politiko utemeljil na iskanju sovražnikov, ki jih je povezal z zagovorniki liberalizma, ter s tem vračanja kapitalističnih odnosov. Zahteval je enotnost in vodilno vlogo ZK v sistemu ter ob podpori konservativnega dela vodstva s političnimi akcijami in neizoblikovanimi reformami, ki so težile k povprečju in negativni kadrovski selekciji ter umetno vzdrževale tezo o enotnem delavskem razredu, namesto racionalnega razvoja uveljavil načelo stalne revolucije. Kavčič je moral popustiti in sprejeti Kardeljevo oceno.  Cestno afero oktobra obsodi tudi 8. Plenum CK ZKS kot nosilce tehnobirokratskih in nacionalističnih teženj.
Slovenski politiki so razdelili na zagovornike Kavčiča in Popita, na drugi strani. Razlike med njimi pa so se v naslednjih letih vse do političnega obračuna leta 1972 vse bolj povečevale. V javnosti se je sistematično ustvarjal vtis, da se bije boj med neostalinisti, ki jih vodi France Popit, ki se opirajo na politični monopol Zveze komunistov, in nacionalnimi demokratičnimi silami, ki izhajajo iz mlajše inteligence, oporo pa iščejo pri Stanetu Kavčiču.
Uveljavi se tudi teza, da so mediji s senzacionalističnim poročanjem glavni krivci za cestno afero. Vsi pomembnejši mediji morajo zato napisati poročilo o svojem poročanju med cestno afero. Nekaj urednikov je tudi zamenjanih. CK ZKS začne po cestni aferi večjo pozornost namenjati medijem. Ustanovljena je informacijska služba, sistematično se analizira pisanje medijev ter sklicani so redni posveti z uredniki in novinarji, prvi že 21. avgusta 1969.
Cestna afera pomeni začetek konca politične kariere Staneta Kavčiča. Sicer pa so cestni aferi sledila še druga razhajanja v tedanjem slovenskem političnem vodstvu. Pojavili so se tudi očitki o nakupu orožja za slovensko teritorialno obrambo, ki so leta 1974 izbruhnili v aferi Vrh. Poleti leta 1971 pride še do afere 25 poslancev. 25 slovenskih republiških poslancev brez soglasja partijskega vodstva, mimo uradnih kandidatov predlaga še svojega kandidata za člana predsedstva SFRJ. Po tej pobudi je vodstvo komunistov ostro reagiralo in prišlo je do prvih čistk med ljudmi, ki so sodili v liberalni krog.
Postalo je jasno, da bo prej ali slej prišlo do obračuna. Po zatrtju gibanja MASPOK na Hrvaškem leta 1971 in čistkah v srbski partiji v začetku 1972, je bilo na vrsti slovensko vodstvo.  Na 29. seji CK ZKS oktobra 1972 je bil Stane Kavčič zaradi številnih očitkov prisiljen odstopiti.  Po obračunu z liberalizmom se je gospodarski in politični razvoj obrnil v skladu s Kardeljevimi smernicami nazaj k ekstenzivni industriji, ki je zaposlovala veliko nekvalificirane delovne sile, kar je povzročilo priseljevanje delavcev iz drugih jugoslovanskih republik. Stane Kavčič je na skrivaj, ker ga je nadzorovala UDBA, pisal dnevnik, v katerem se je odzival na aktualno dogajanje v družbi. Dnevnik sta po njegovi smrti leta 1987 za objavo pripravila Igor Bavčar in Janez Janša.